# Bryum amblyphyllum
Bryum amblyphyllum är en bladmossart som beskrevs av Philibert 1898. Bryum amblyphyllum ingår i släktet bryummossor, och familjen Bryaceae. Inga underarter finns listade i Catalogue of Life.